# Медвежий угол (серия книг)
«Медвежий угол» (швед. Björnstad) — трилогия шведского писателя Фредрика Бакмана. В серию книг входят романы «Медвежий угол»,  «Мы против вас» и «После бури».

## Книги серии
Первая книга серии — роман «Медвежий угол» (швед. Björnstad), впервые опубликован издательством Piratförlaget в сентябре 2016 года. На русском языке книга была издана в 2019 году издательством Синдбад в переводе Ксении Коваленко и Марии Людковской. В том же году студией звукозаписи Вимбо была выпущена аудиоверсия книги, чтец — Кирилл Радциг.
Вторая книга серии — роман «Мы против вас» (швед. Vi mot er), опубликован в 2017 году. На русском языке книга была издана в 2019 году издательством Синдбад в переводе Елены Тепляшиной. В том же году студией звукозаписи Вимбо была выпущена аудиоверсия книги, чтец — Кирилл Радциг.
Третья книга серии — роман «После бури» (швед. Vinnarna), опубликован в 2022 году. На русском языке книга была издана в 2024 году.

## Сюжет
Действие романа «Медвежий угол» происходит в вымышленном городе Бьорнстад, затерянном в шведской глуши. Когда-то здесь кипела жизнь, но теперь у его жителей осталась лишь одна надежда и повод для гордости — юниорская хоккейная команда. Однако накануне важнейшего матча город сотрясает чудовищное известие: лучшего игрока юниоров обвиняют в изнасиловании дочери спортивного директора.
«Мы против вас» продолжает начатое в первой книге повествование о небольшом городке Бьорнстад, затерявшемся в лесах северной Швеции. В разделенном на два враждующих лагеря городе снова произойдет трагедия. Ещё до того, как в хоккейном матче будет забит последний гол, прервется чья-то жизнь…

## Действующие лица
- Петер Андерсон — спортивный директор
- Мира Андерсон — жена Петера, адвокат
- Мая — пятнадцатилетняя дочь Петера и Миры Андерсон
- Лео — младший сын Петера и Миры Андерсон
- Ана — подруга Маи
- Фатима — уборщица ледового дворца
- Амат — сын Фатимы, хоккеист детской команды, влюблен в Маю
- Суне — главный тренер взрослой хоккейной команды
- Давид — главный тренер юниоров
- Кевин Эрдаль — хоккеист юниорской команды
- Беньямин Ович — хоккеист юниорской команды, лучший друг Кевина

## Значимость
В книгах серии затрагиваются вечные темы: безоговорочная любовь, умение отпускать, сложность и ответственность родительства, вопрос доверия к своим детям, доверия к себе. При этом главная мысль, проходящая через произведения, касается группового давления. Бакман умело использует место действия: через призму хоккейного мира он рассматривает болезненные и проблемные точки современного общества. Автор описывает «токсичную маскулинность», отношение к насилию, психологию жертвы и травлю.

## Экранизации
В октябре 2020 года состоялась премьера мини-сериала «Медвежий угол» по роману Бакмана. Режиссёр — Петер Грёнлунд.